# Elzemiek Zandee
Pour les articles homonymes, voir Zandee.
Elzemiek Zandee née le 24 juin 2001, est une joueuse néerlandaise de hockey sur gazon. Elle évolue au poste de défenseure au SCHC et avec l'équipe nationale néerlandaise.

## Carrière
- Elle a fait ses débuts en équipe première le 8 avril 2022 contre l'Inde à Bhubaneswar lors de la Ligue professionnelle 2021-2022[1].

## Palmarès
- : 2e à la Ligue professionnelle 2021-2022.